# Amparo de São Francisco
Amparo de São Francisco là một đô thị thuộc bang Sergipe, Brasil. Đô thị này có diện tích 35,17 km², dân số năm 2007 là 2197 người, mật độ 62,47 người/km².